# Svobodný stát Kongo
Svobodný stát Kongo, či též Svobodný konžský stát, byla první kolonie na území dnešního Konga, existovala v letech 1885–1908.

## Předpoklady ke kolonizaci
Prvním Evropanem, který tyto kraje navštívil, byl cestovatel Henry Morton Stanley, a to v 70. letech 19. století. Ten později přijal pověření belgického krále Leopolda II. k dalším průzkumům oblasti, které uskutečnil v letech 1879–1884. O rok později uznala Berlínská konference nároky Leopolda II. na toto území a téhož roku byl vytvořen tzv. Svobodný stát Kongo, fakticky osobní država krále Leopolda II.

## Správa kolonie

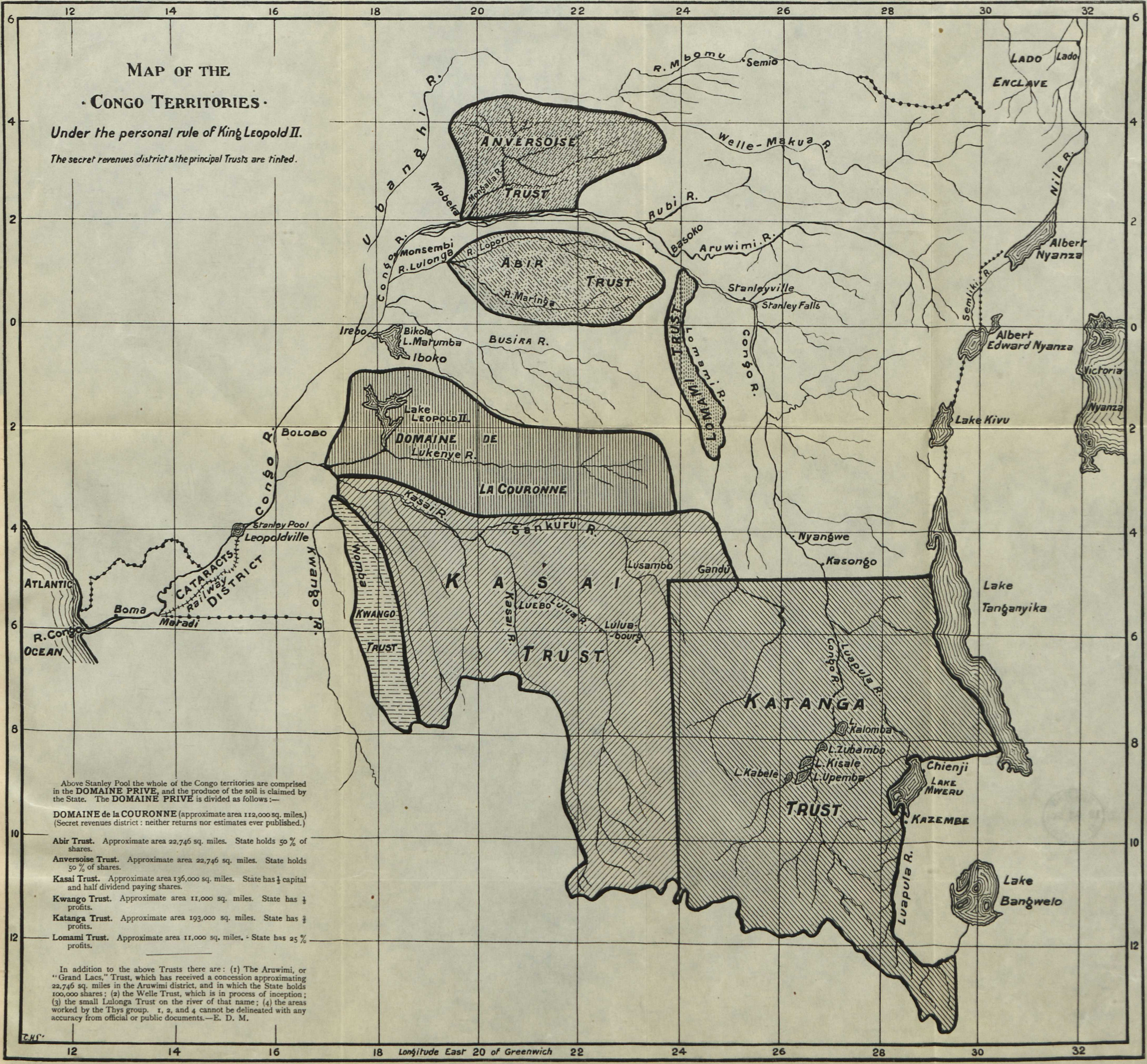
Mapa Svobodného státu Kongo

Režim Leopolda II. v zemi se vyznačoval nebývalou brutalitou, jež mu nebyla nevlastní. Chod kolonie byl jednoznačně orientován na rabování bohatých přírodních zdrojů (např. kaučuku, slonoviny a minerálních zdrojů) a tomuto účelu sloužily různé velice kruté prostředky (časté bylo usekávání rukou). Uplatňovala je armáda jako hlavní moc v zemi a tak neuvěřitelně terorizovala místní obyvatelstvo.
Brutální zacházení s domorodým obyvatelstvem vyvrcholilo masakry a závažnost situace vedla nakonec k vyšetřování mezinárodní komisí v letech 1904–1905. Ta potvrdila nelidské zacházení s domorodci a pod tlakem veřejného mínění (mezi protestujícími byla řada evropských spisovatelů a také H. Morton Stanley) byl Leopold II. donucen přenechat území belgickému státu. Důležitou informací je i to, že dostal značné odstupné. Uvádí se, že v období let 1885–1908 bylo místní obyvatelstvo vyvražděno z poloviny, tj. na 10 milionů lidí zahynulo.